# Moto3
Con il termine Moto3 si identifica la categoria inferiore delle moto da corsa su circuito che concorre nel Motomondiale. Nel novembre 2010 la FIM ha pubblicato il nuovo regolamento per il 2012 comprendente la variazione della categoria dalla classe 125 a Moto3, Corrado Cecchinelli, direttore tecnico MotoGP motiva la scelta con un adeguamento ai tempi attuali e per una riduzione dei costi.

## Storia
Questa categoria è sorta nel 2012 sostituendo la precedente classe minore, la 125. Il cambio di nome è stato necessario in virtù del cambio di regolamento in merito alla cilindrata, non più limitata a 125 cm³ per qualsiasi tipo di propulsore, ma si passa a una classe più vincolata regolarmente sulle caratteristiche del mezzo, con precisi obblighi.

## Regolamento tecnico

### Il primo anno

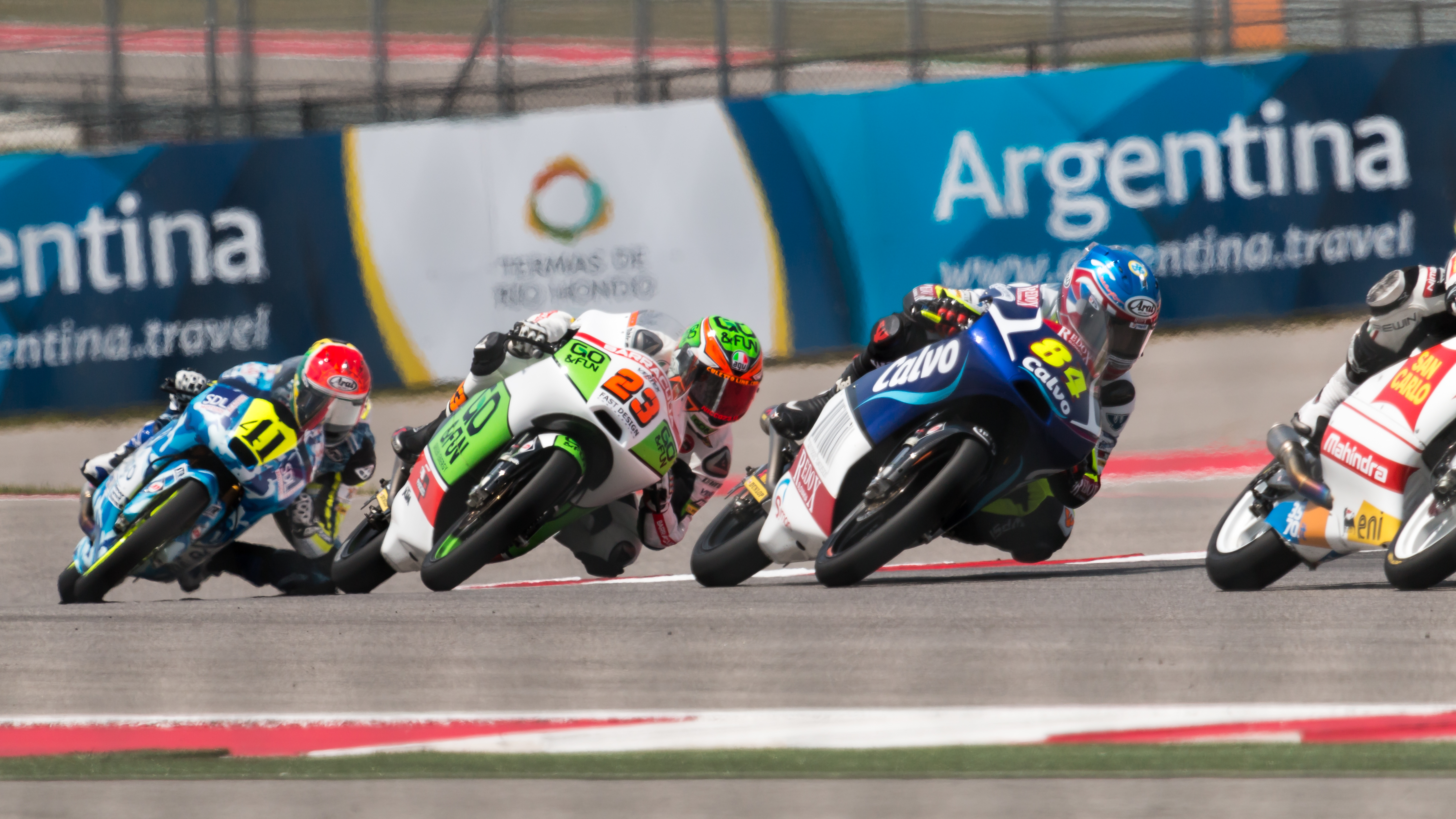
Una fase di una sessione di prove nel 2014

Con questa classe si obbliga all'uso di un motore da 250 cm³ 4T monocilindrico aspirato (non è permessa la sovralimentazione) e obbligatoriamente munito di un pistone tradizionale (non sono permessi pistoni ovali) di diametro massimo permesso pari a 81 mm, inoltre il regime massimo è vincolato ai 14.000 giri al minuto, il sistema di distribuzione non può superare le 4 valvole e l'azionamento delle valvole deve essere classico, con l'abolizione di soluzioni pneumatiche o idrauliche, mentre la distribuzione deve essere obbligatoriamente a catena, inoltre non possono essere usati sistemi per la variazione della fasatura di distribuzione.
L'alimentazione non deve usufruire di sistemi a lunghezza variabile, il comando gas deve essere meccanico, sono ammessi un massimo di 2 iniettori, posti entrambi prima delle valvole d'aspirazione e con una pressione massima di funzionamento pari a 5 bar; Per quanto riguarda lo scarico non può essere a lunghezza variabile e non può essere munito di sistemi mobili come le valvole allo scarico, il rumore massimo ammesso è pari a 115 dB/a.

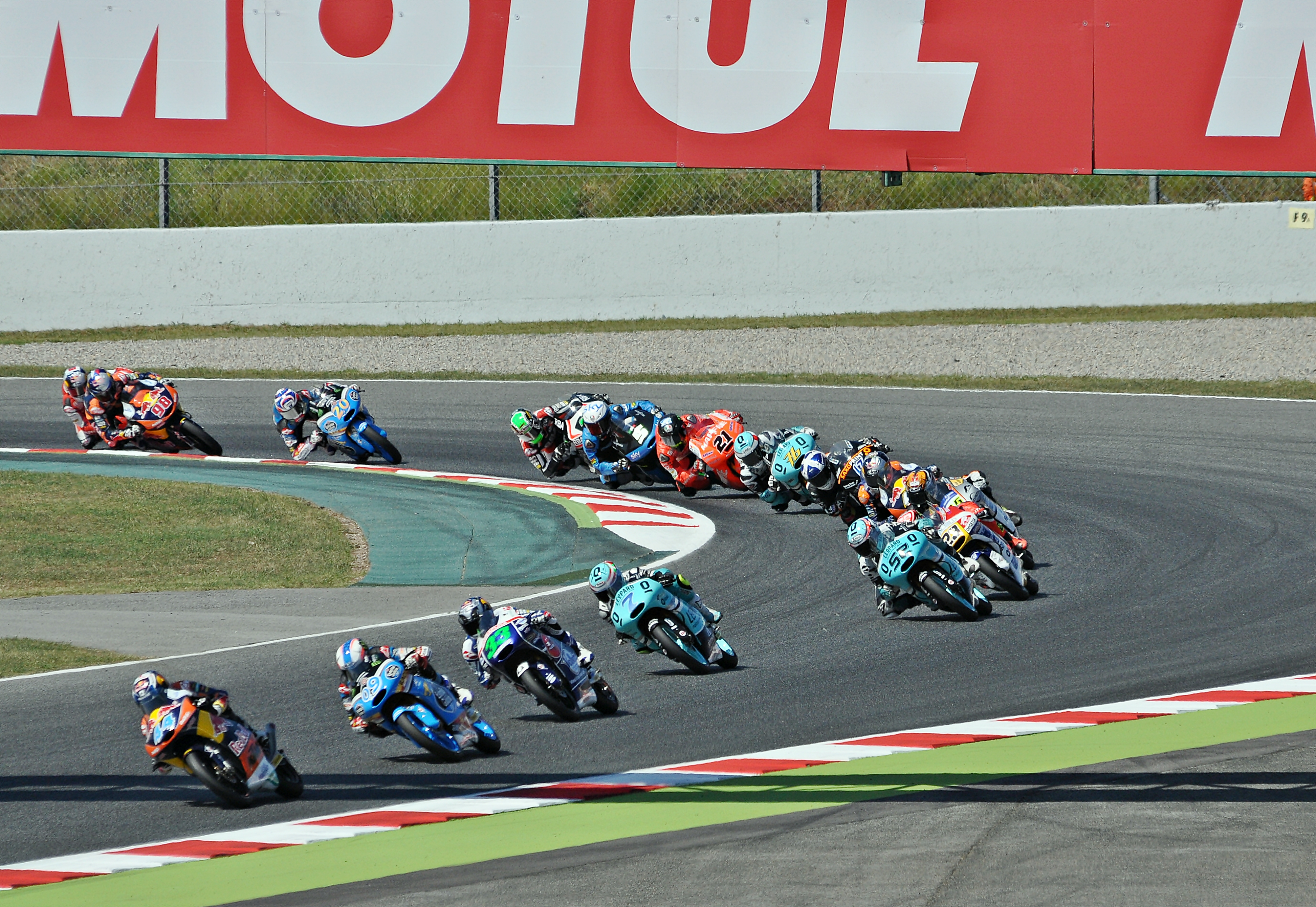
Una fase di gara nel 2015

Il cambio non può avere più di 6 marce, non sono permessi più di due coppie per la trasmissione finale e due per la trasmissione primaria, inoltre non sono permessi sistemi elettro-attuati per la frizione, il telaio deve essere un prototipo e il peso minimo della moto e del pilota è pari a 148 kg, non è permesso l'uso dei dischi in carbonio per i freni, inoltre le sospensioni non possono essere attive, ma devono seguire uno schema classico e le molle devono essere in acciaio, mentre i cerchi devono essere da 17", con un canale da 2,5" per l'anteriore e di 3,5"per il posteriore.
La centralina ECU utilizzata deve essere quella ufficiale approvata dalla federazione fornita dalla Dell'Orto, quindi sarà unica per tutti. La ECU funziona anche da acquisitore dati, ed è l'unico ammesso. La ECU controlla gli iniettori, l'accensione, il by-pass del corpo farfallato e la pompa benzina. Le strategie di controllo comprendono il limitatore giri come da regolamento, il traction control, il launch control, il freno motore, la cambiata veloce, il pit limiter, l'anti-jerk e il controllo di detonazione. Come per la Moto2, per quanto riguarda i carburanti si ha come fornitore unico ENI con una benzina con numero di ottano 100, mentre per gli pneumatici si ha come fornitore unico la Dunlop nelle misure 90/75 R 17 e 115/75 R 17, aggiornati sia nelle strutture che mescole rispetto alla vecchia classe 125, introducendo anche pneumatici bimescola.
La prima pubblicazione del regolamento di questa classe si ha il 06/11/2010, per poter definire i limiti generali della nuova classe e iniziare gli studi sulle nuove moto, ma la pubblicazione definitiva e dettagliata del regolamento tecnico per il primo anno della competizione avvenne il 24 novembre del 2011.
Pur essendo una categoria studiata per abbattere i costi, nel suo primo anno si è visto come le spese siano lievitate per via degli aggiornamenti durante la stagione.

### Anni successivi
Al termine del 2013 venne evidenziato l'eccessivo costo della categoria, annata caratterizzata da molti pacchetti d'aggiornamento della ciclistica dal costo elevato, infatti un telaio KTM (2013) si attesta sui 200.000 euro, mentre una Moto3 Honda (2014) completa sui 400.000 euro, per questo venne accordato che dal 2014 il costo massimo per un'unità propulsore non deve superare i 68.000 euro, mentre il regime massimo verrà ridotto a 13.500 giri/minuto, mentre dal 2015 il “rolling chassis” completo (quindi telaio, forcellone, carene, sella, serbatoio, sospensioni, freni e ruote) e il relativo aggiornamento stagionale (uno solo) non debba superare gli 85.000 euro, mentre i 6 motori stagionali (sprovvisti del cambio, disponibile a 1.500 euro per unità) non devono superare i 60.000 euro.

## La prima motocicletta

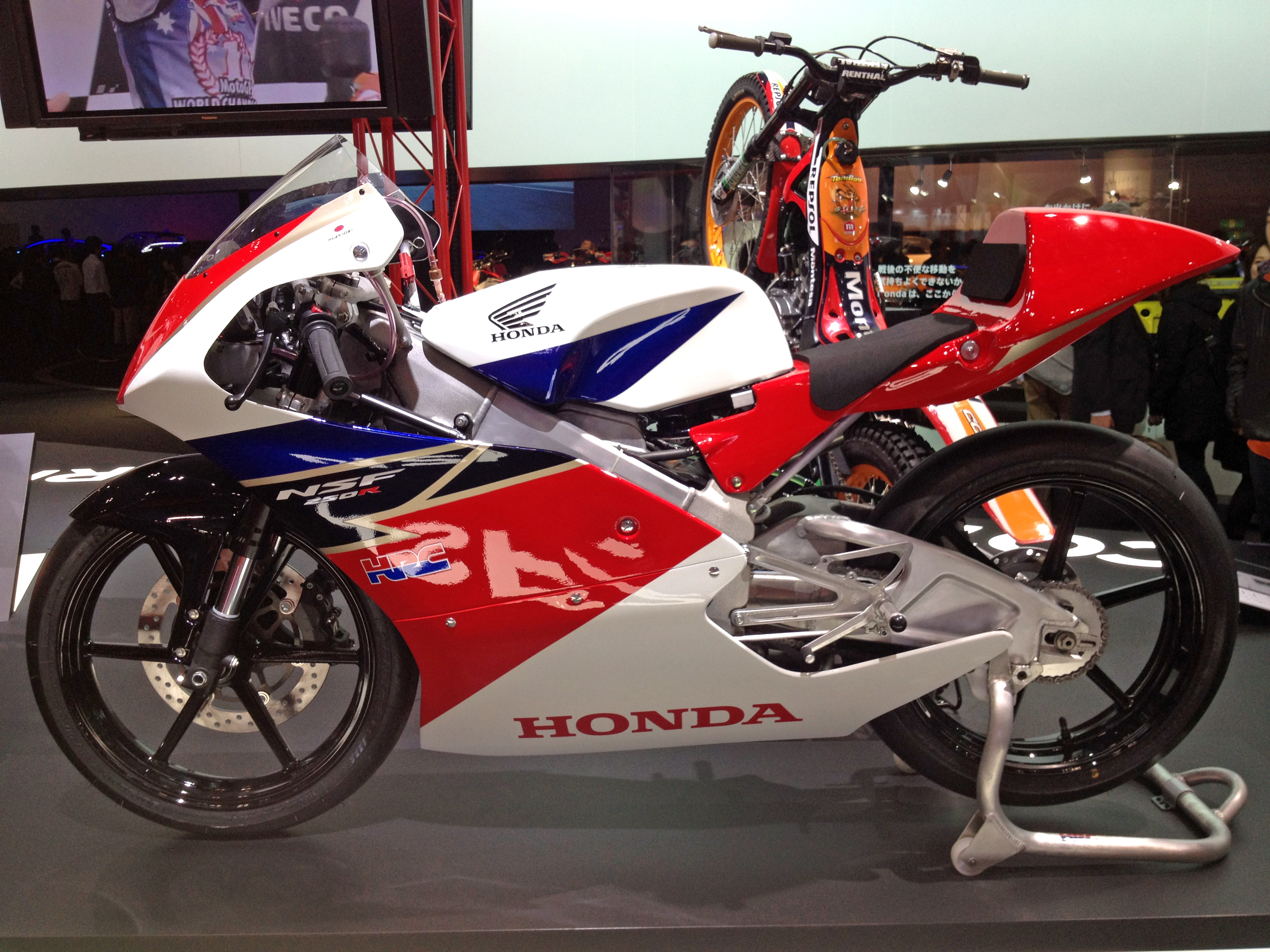
La Honda NSF250R del 2011

La prima moto prodotta per questa categoria è la Honda NSF250R, che ha condotto i primi test già a partire dal 2010 ed è stata presentata ufficialmente il 3 giugno 2011, dichiarando una potenza di 47,6 CV a 13.000 giri/min e 28 N·m di coppia a 10.500 giri/min..

## Loghi

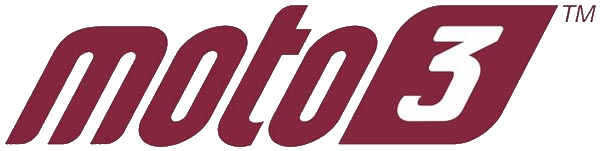
Logo usato dal 2012 al 2024
Logo in uso dal 2025